# Biserica reformată din Cristur-Crișeni
Biserica reformată din Cristur-Crișeni este un monument istoric aflat pe teritoriul satului Cristur-Crișeni; comuna Crișeni.

## Localitatea
Cristur-Crișeni (în maghiară Szilágyfőkeresztúr) este un sat în comuna Crișeni din județul Sălaj, Transilvania, România. Menționat pentru prima dată în anul 1378 sub numele de Kereztur.

## Biserica
Biserica reformată din Cristur-Crișeni a luat naștere prin extinderea vechii biserici catolice medievale preluată de reformați. Stilul vechii biserici se mai poate vedea la cele două ferestre gotice situate vis-a-vis de amvon. Extinderea bisericii a început în anii 1700.
Turnul Bisericii datează din anul 1756. Sub biserică se află o criptă.
În anul 1758, cu sprijinul familiei Kisdobai, clopotnița a fost înlocuită cu turnul actual. Casetele frumos pictate ale corului de lângă turn, au fost realizate în 1772, iar orga a fost construită în secolul al XIX-lea, de Jónás István din Oradea.
Șase dintre membrii familiei Dobzai din Criștur sunt înmormântați sub biserică. Pe lespedea care acoperă cripta se pot citi numele: Dobzai Kereszturi János, István și Spácai Anna.
Biserica a fost extinsă din nou, porticul de sud fiind adăugat bisericii în 1800. Păstrează registrul din 1819. În 1847, 872 de maghiari locuiau în așezare, 853 dintre ei fiind calviniști. În 1853, la Budapesta a fost turnat un clopot de 65 cm, în atelierul lui László Szlezák.
De-a lungul istoriei, satul și-a păstrat caracterul pur maghiar. În 2003, 428 de calviniști trăiau în sat.

## Imagini din exterior

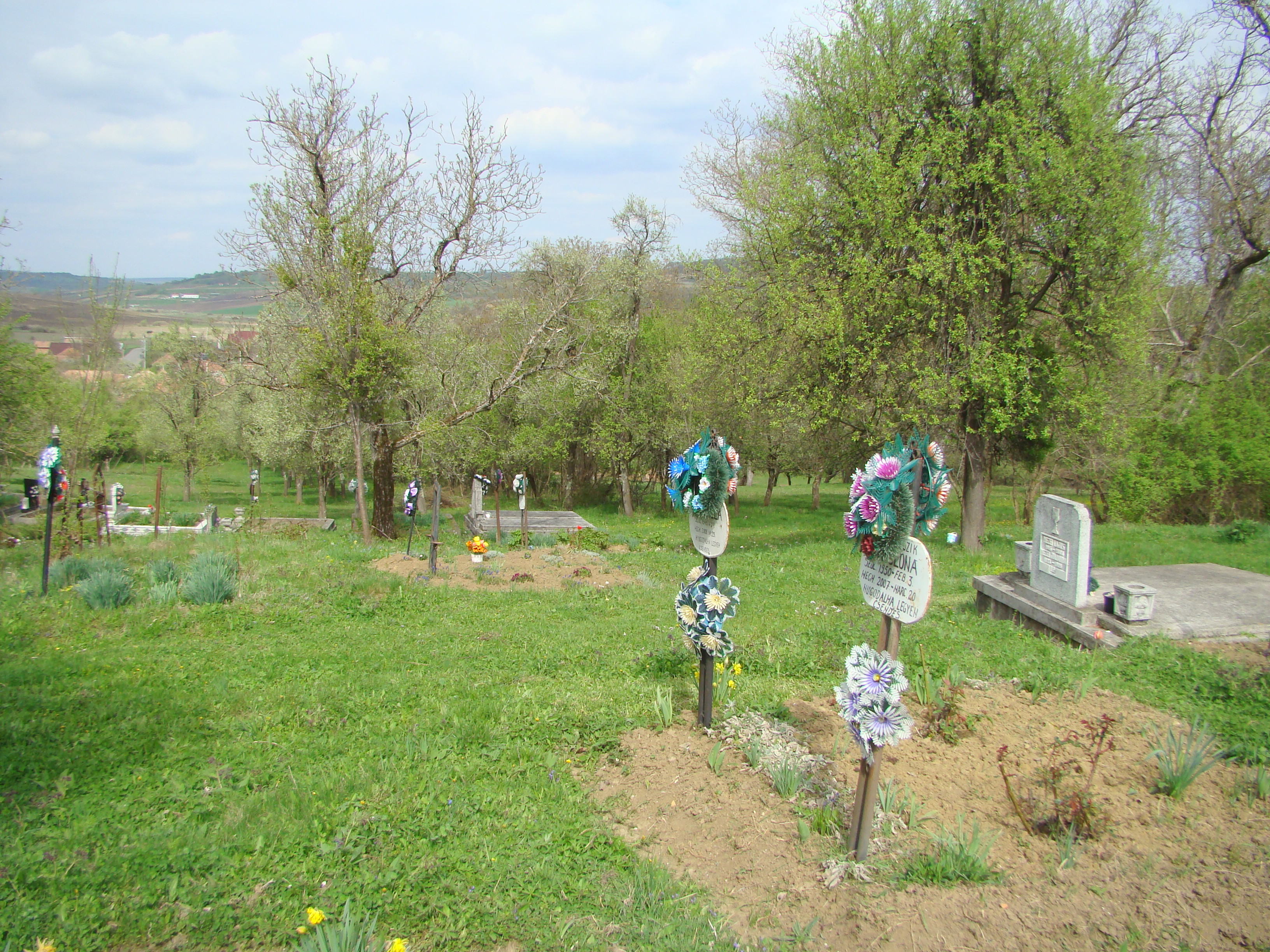
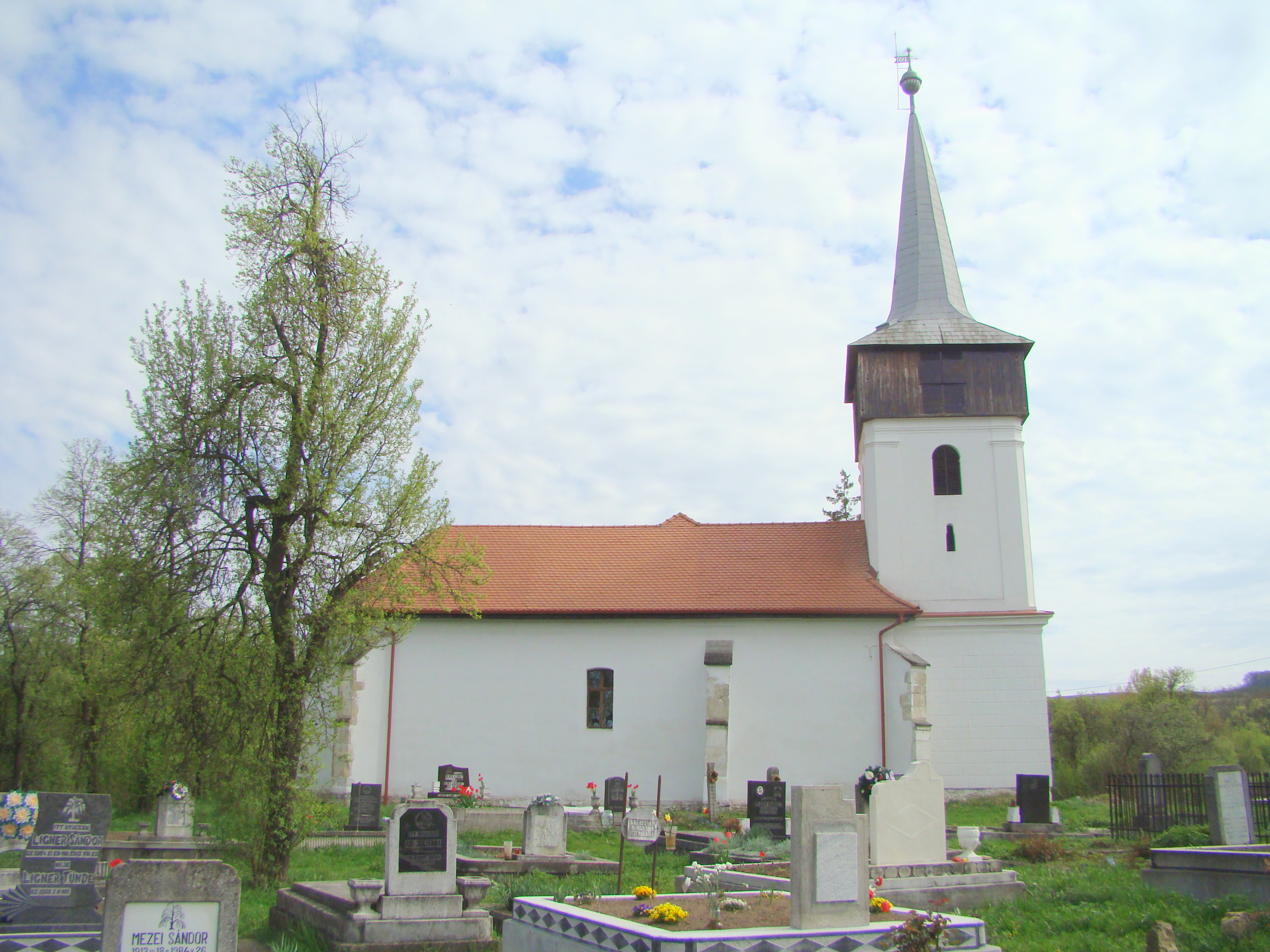
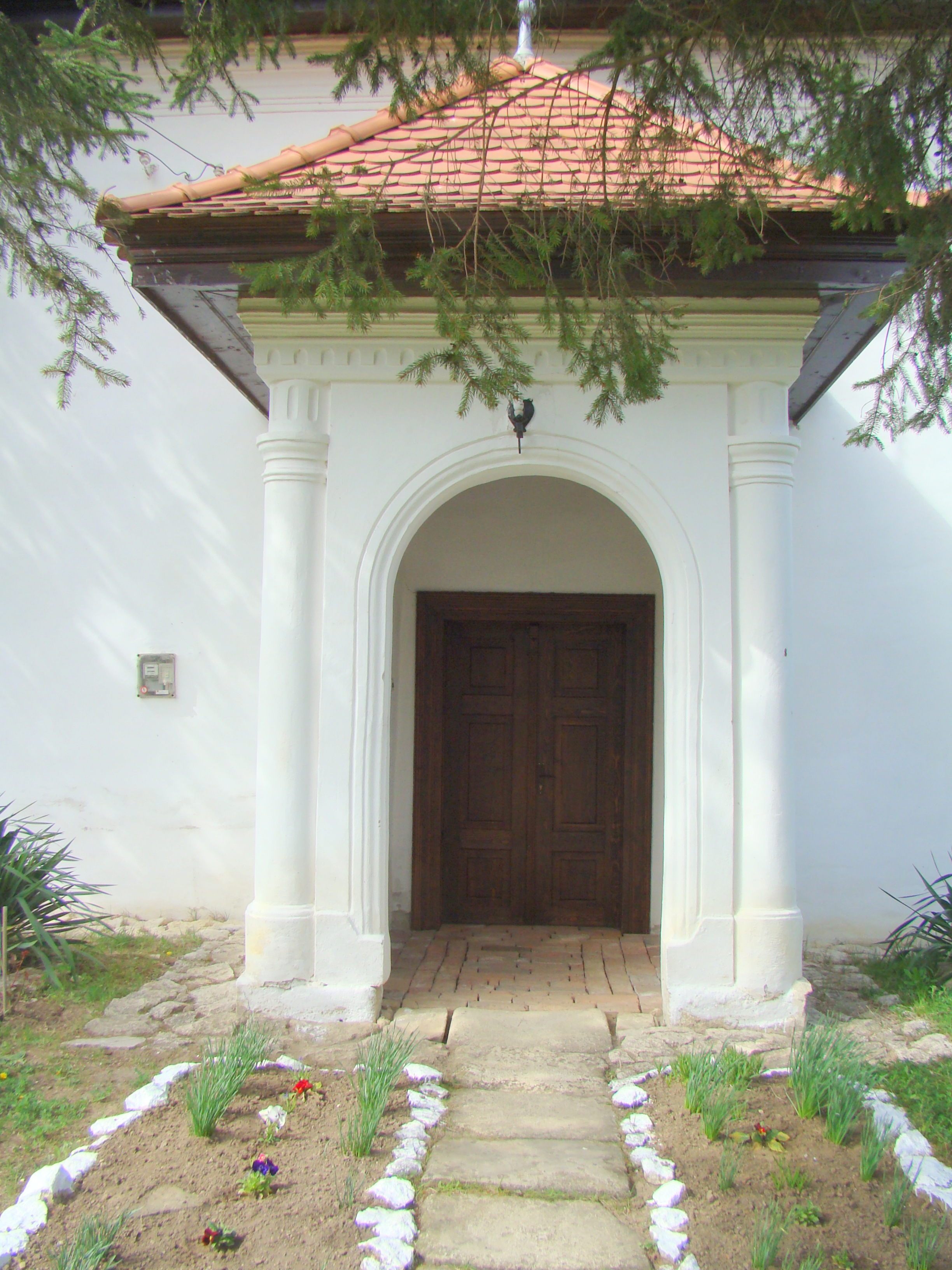
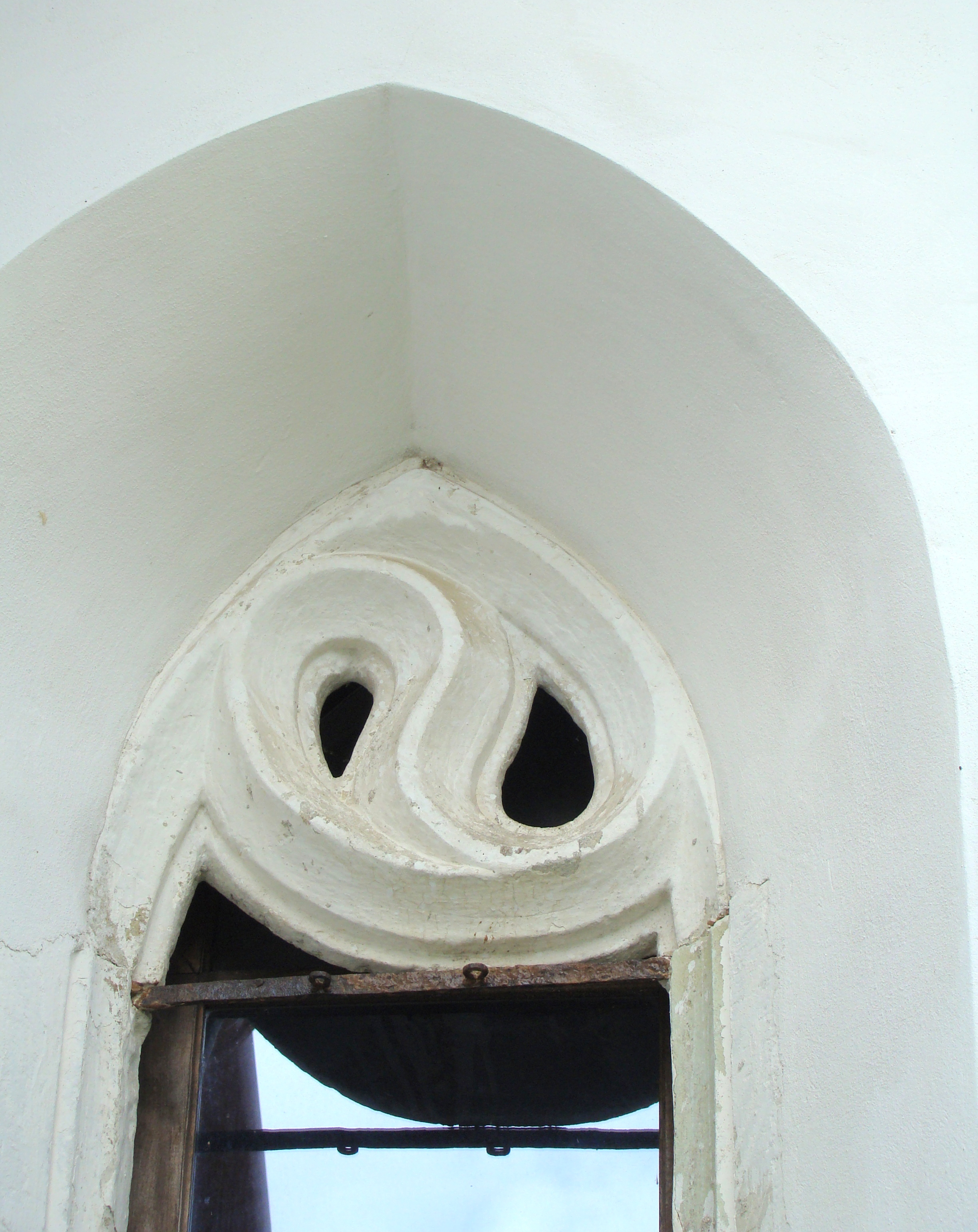
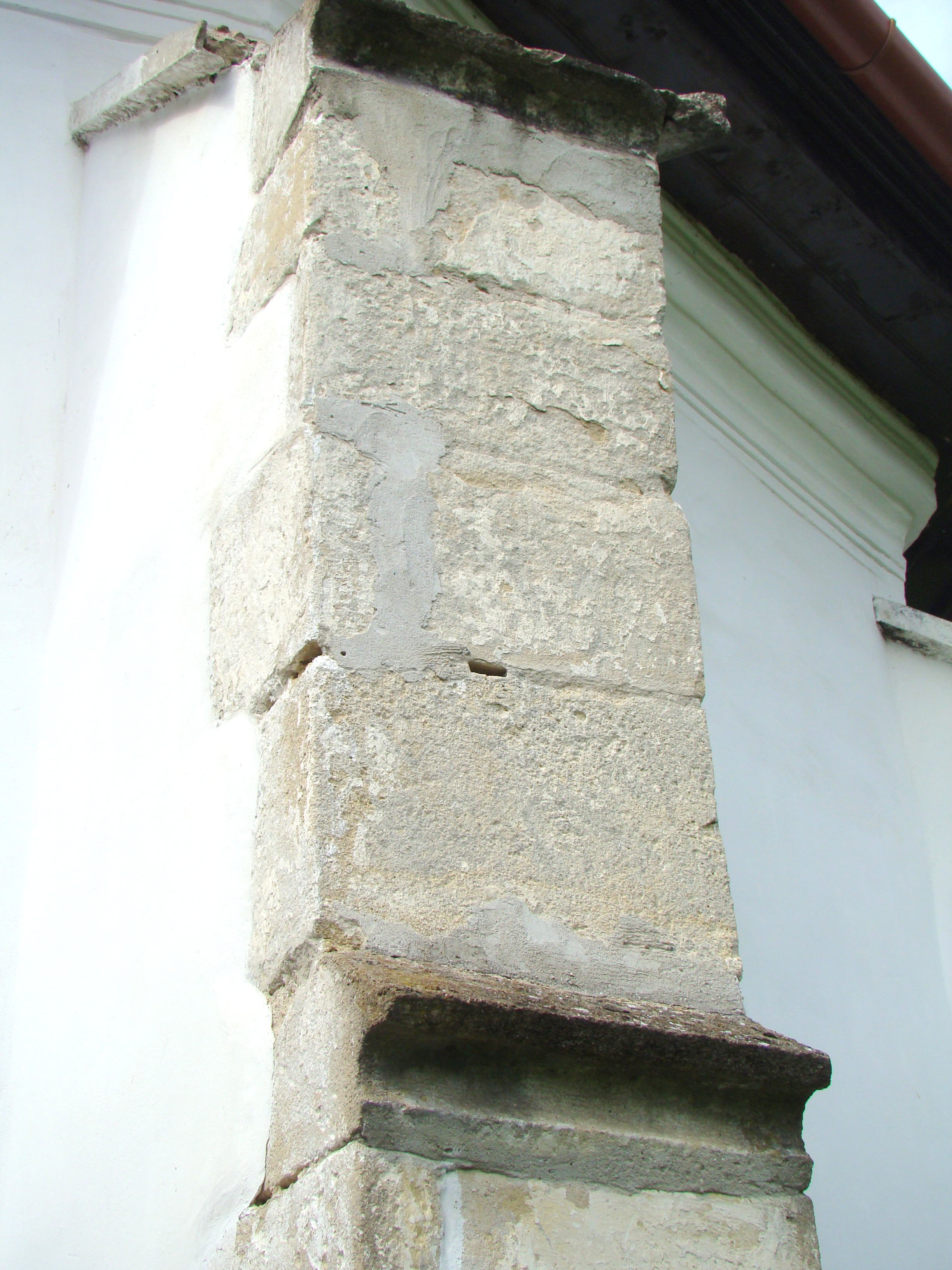
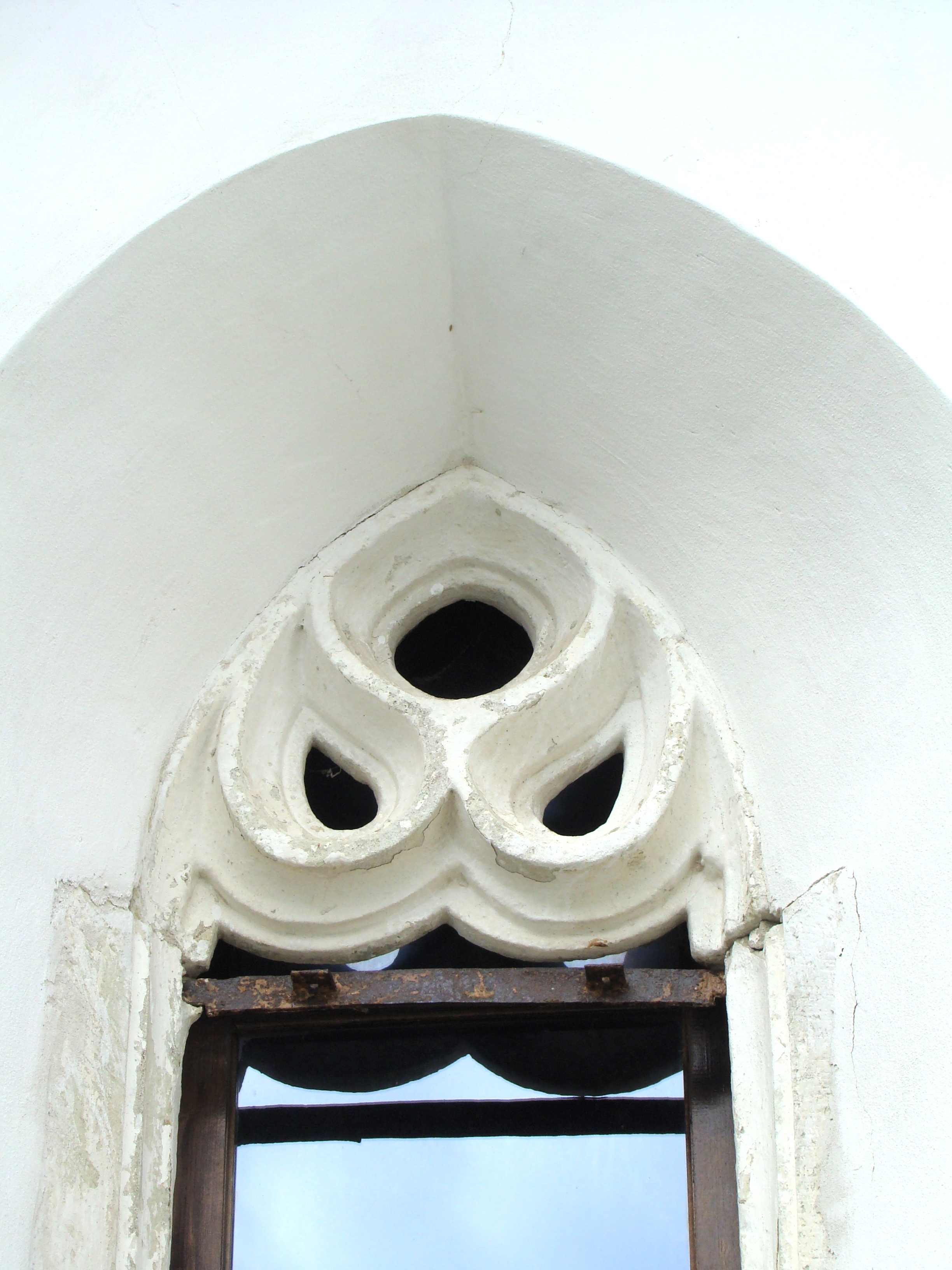
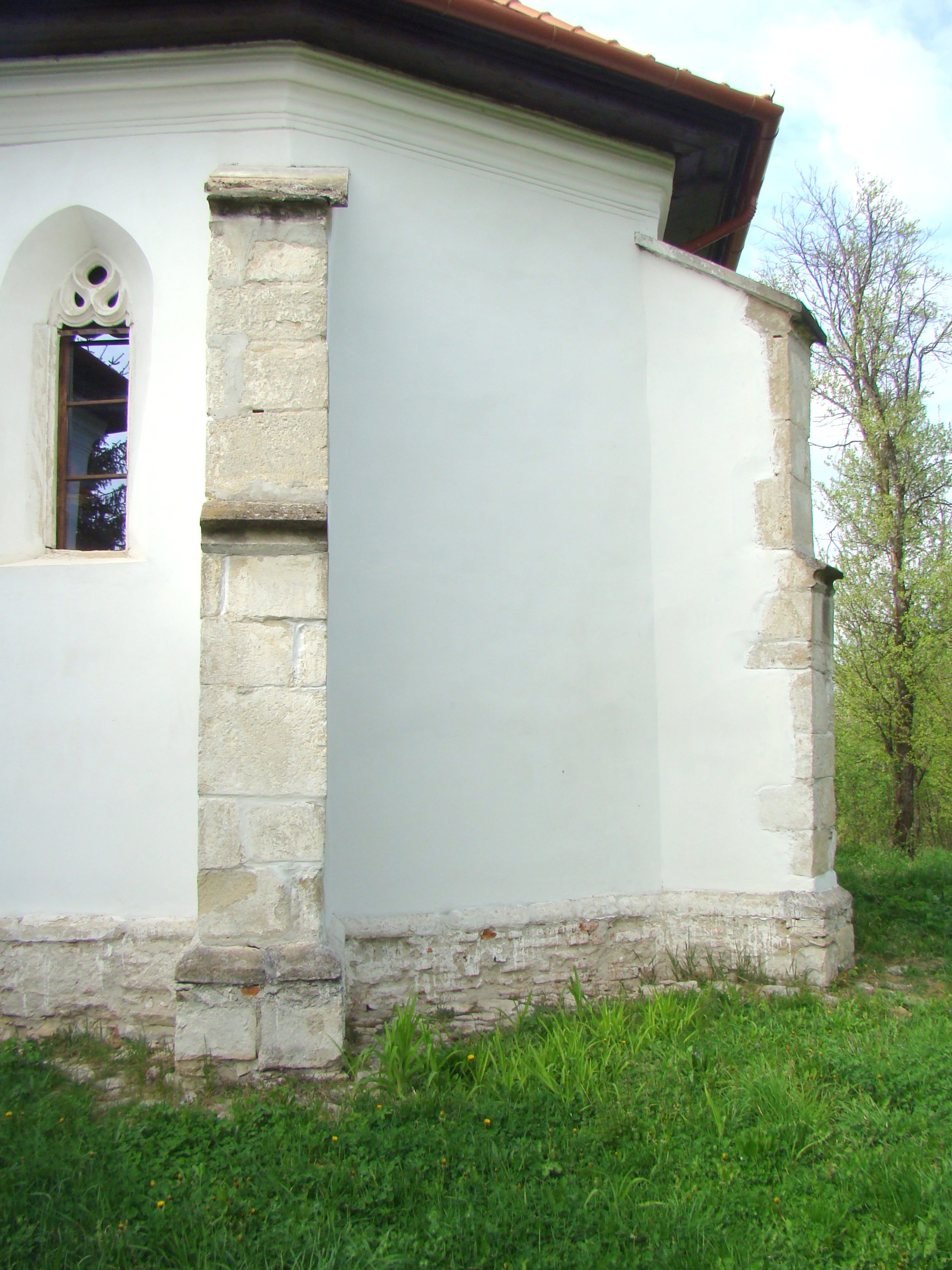
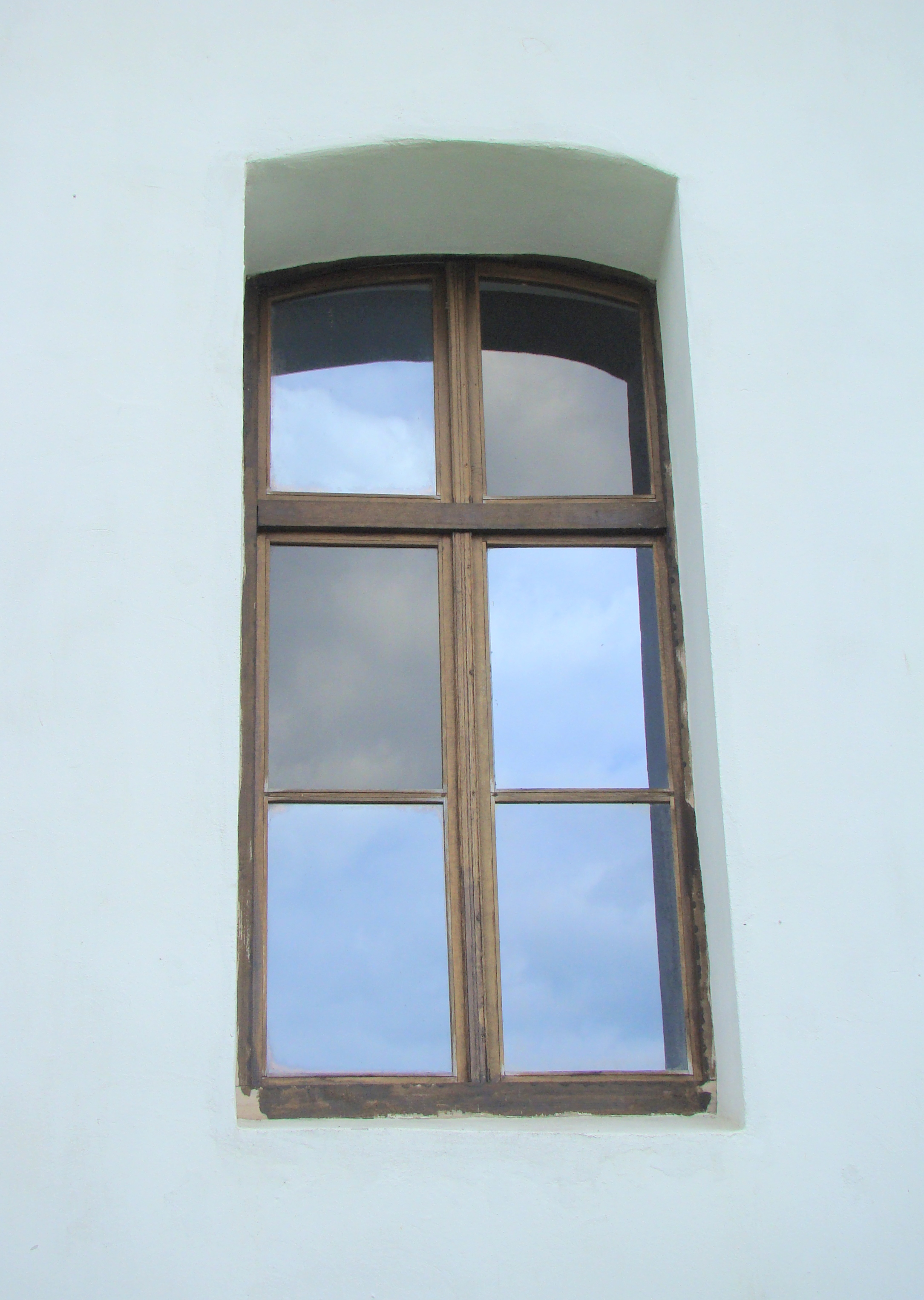
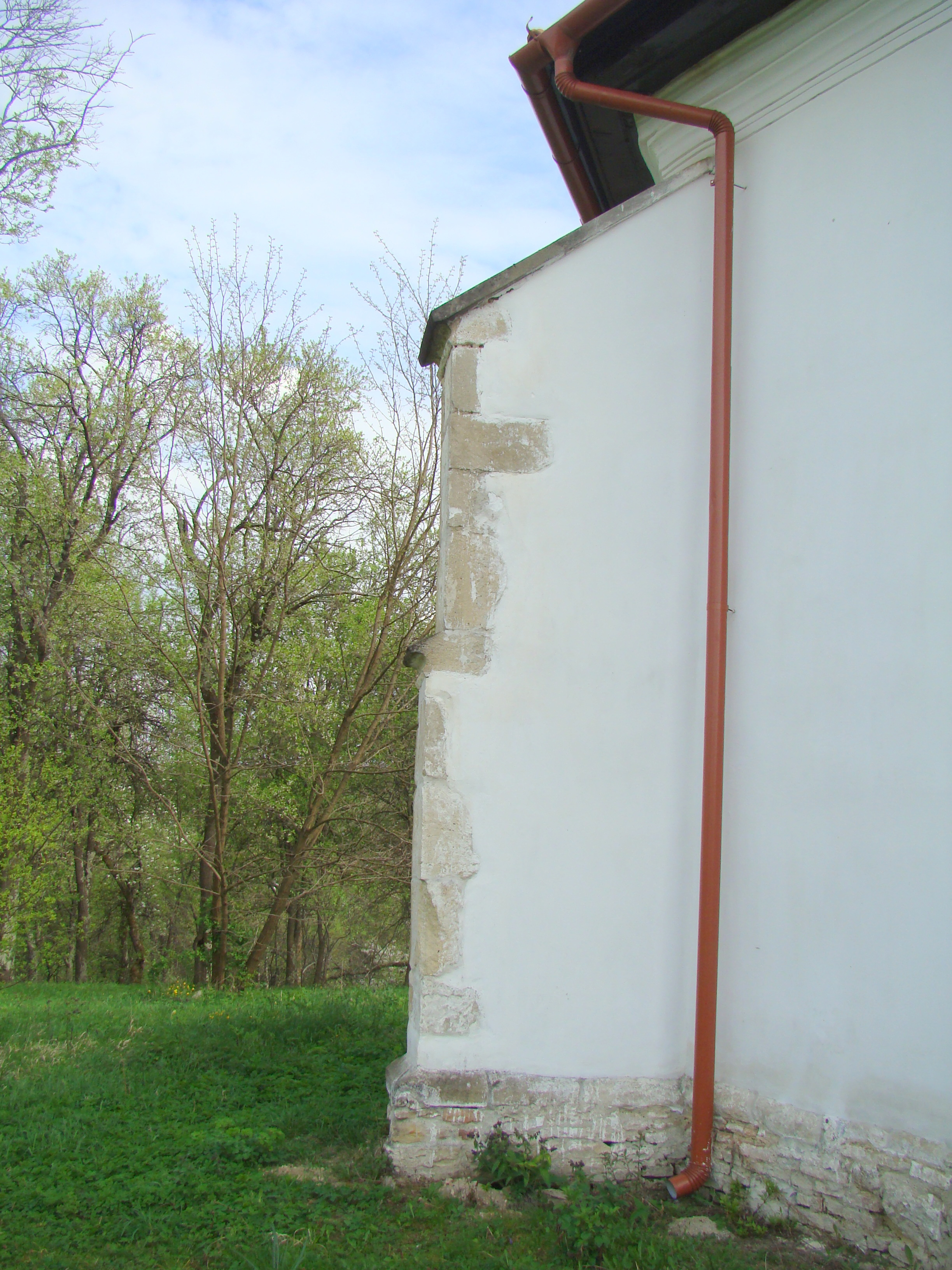
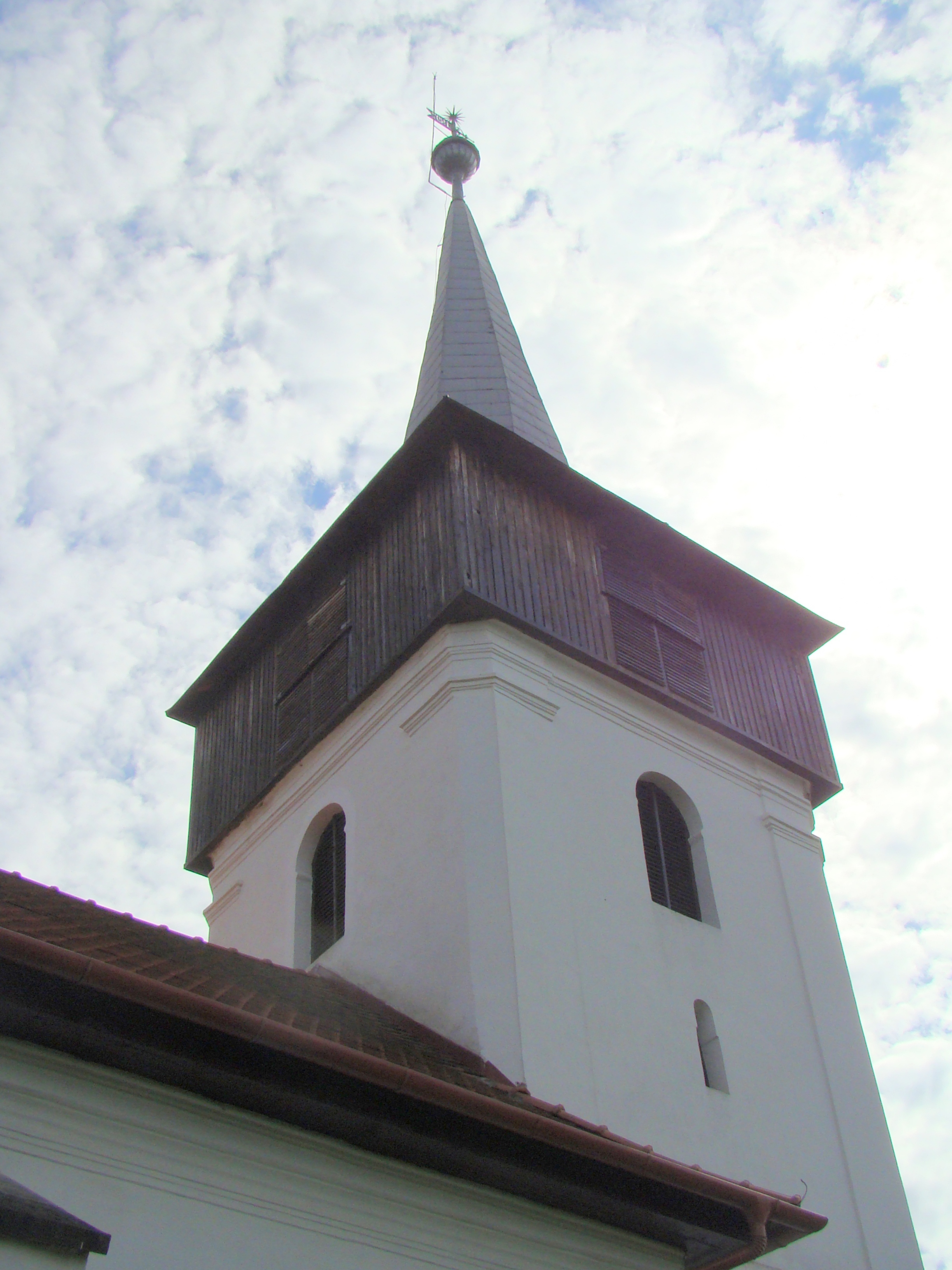
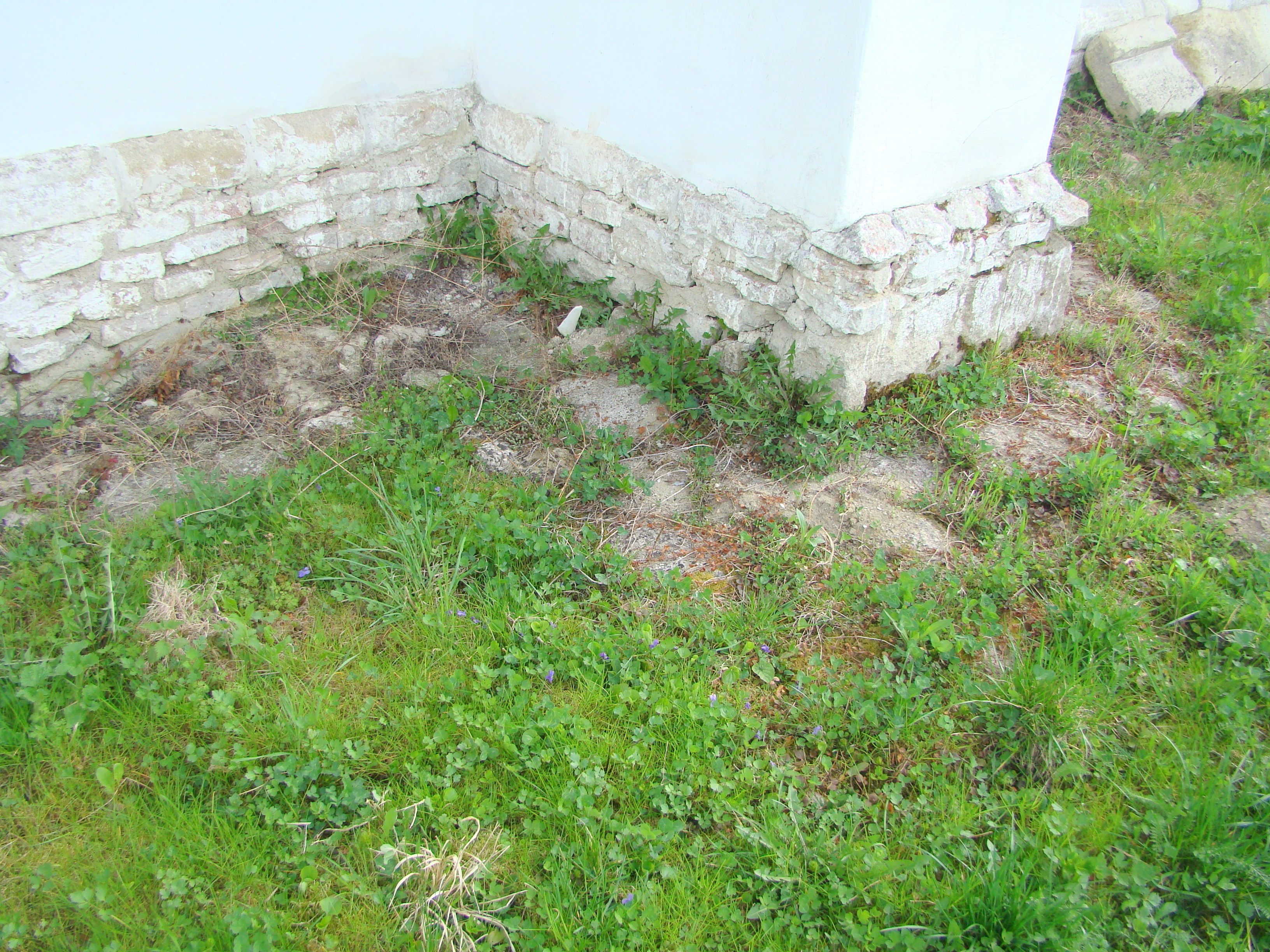
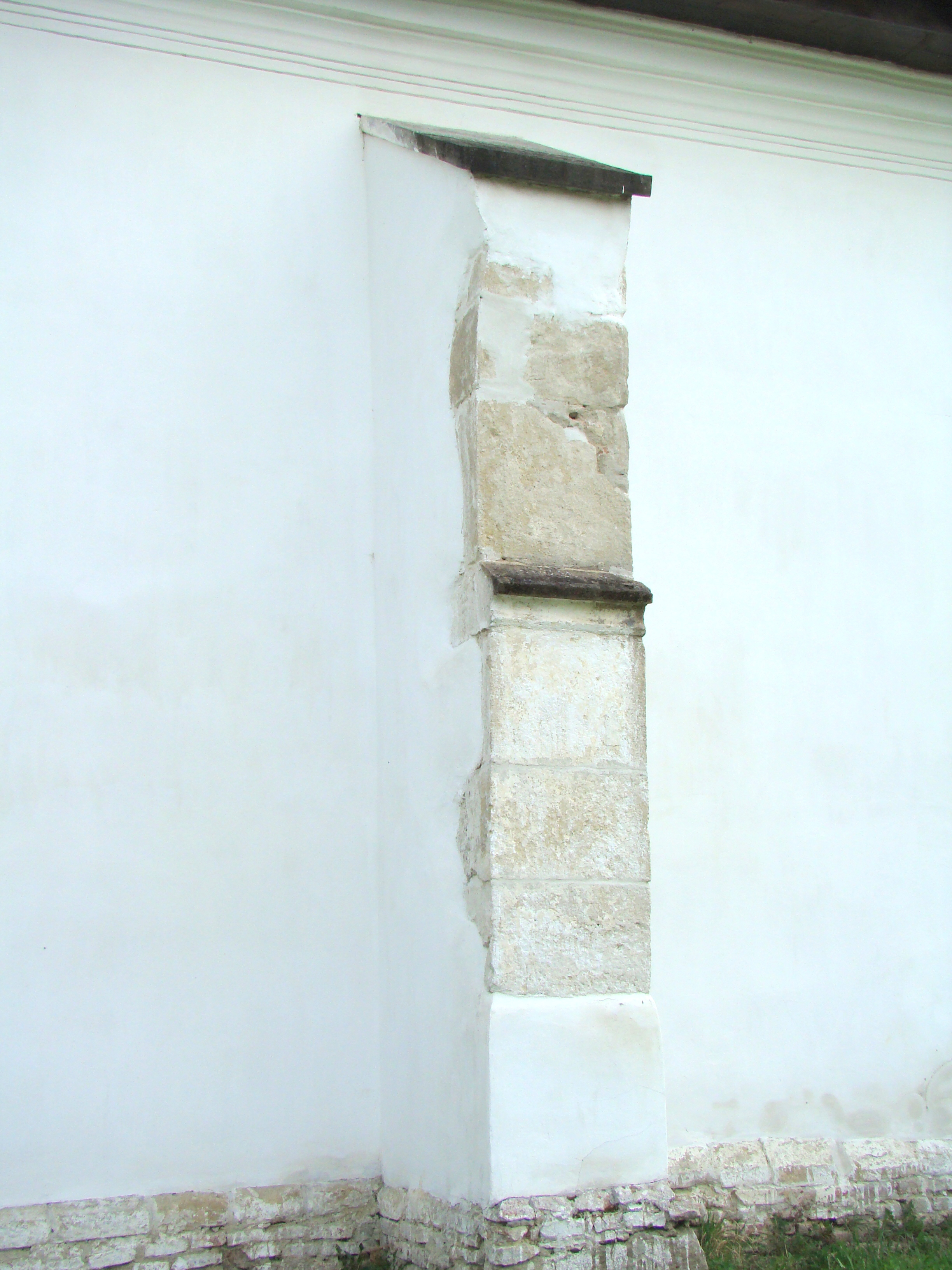
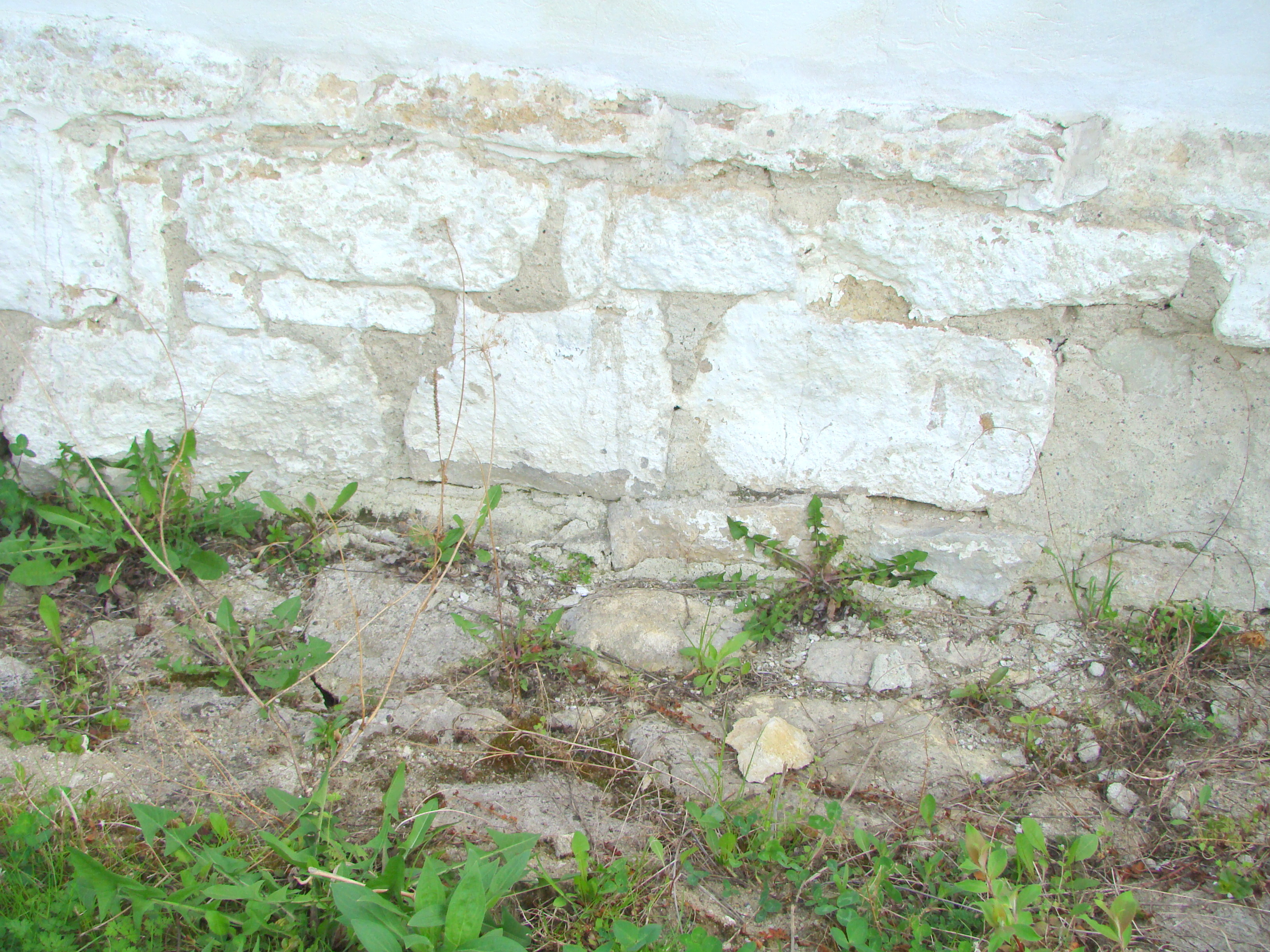
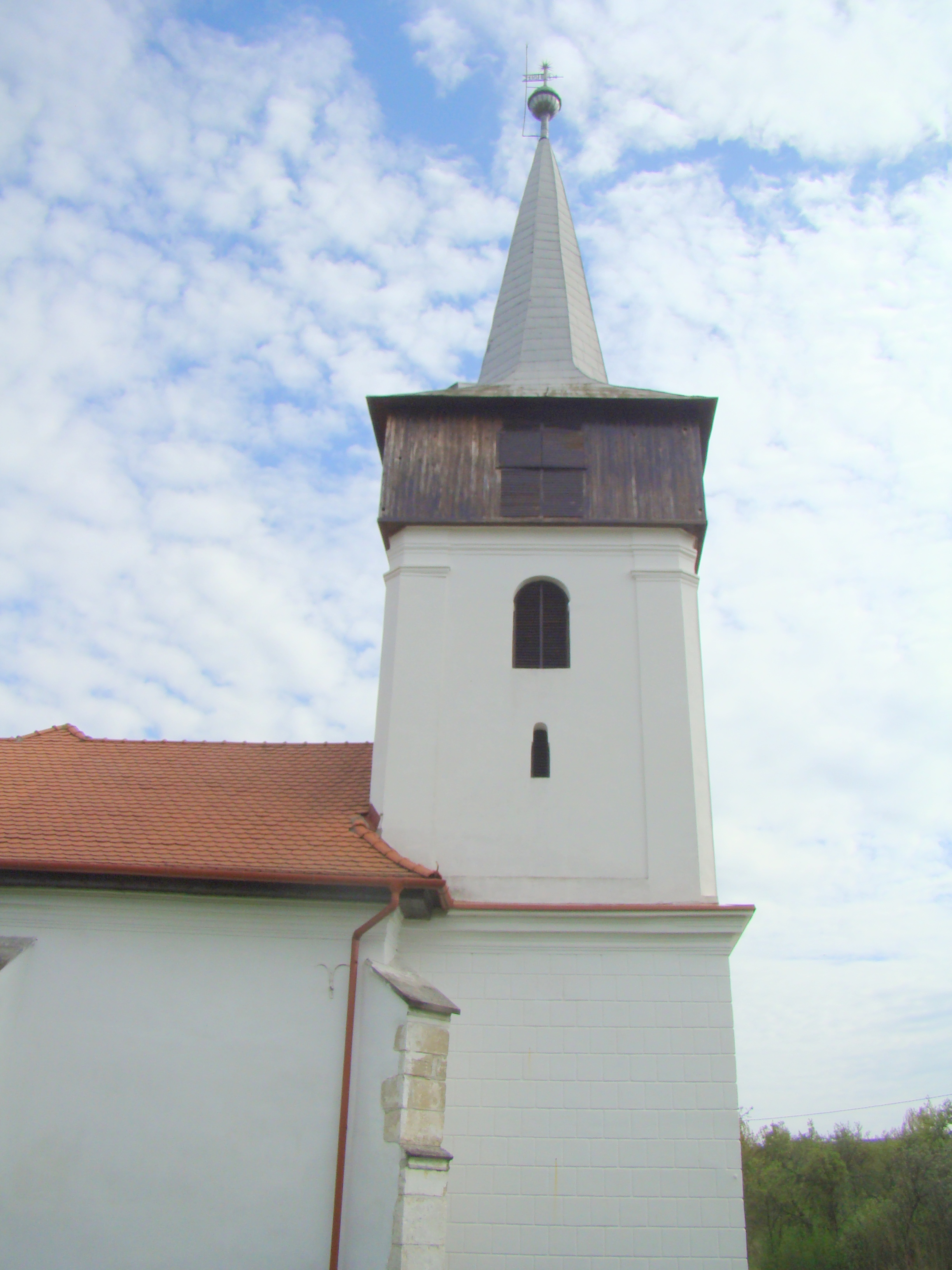
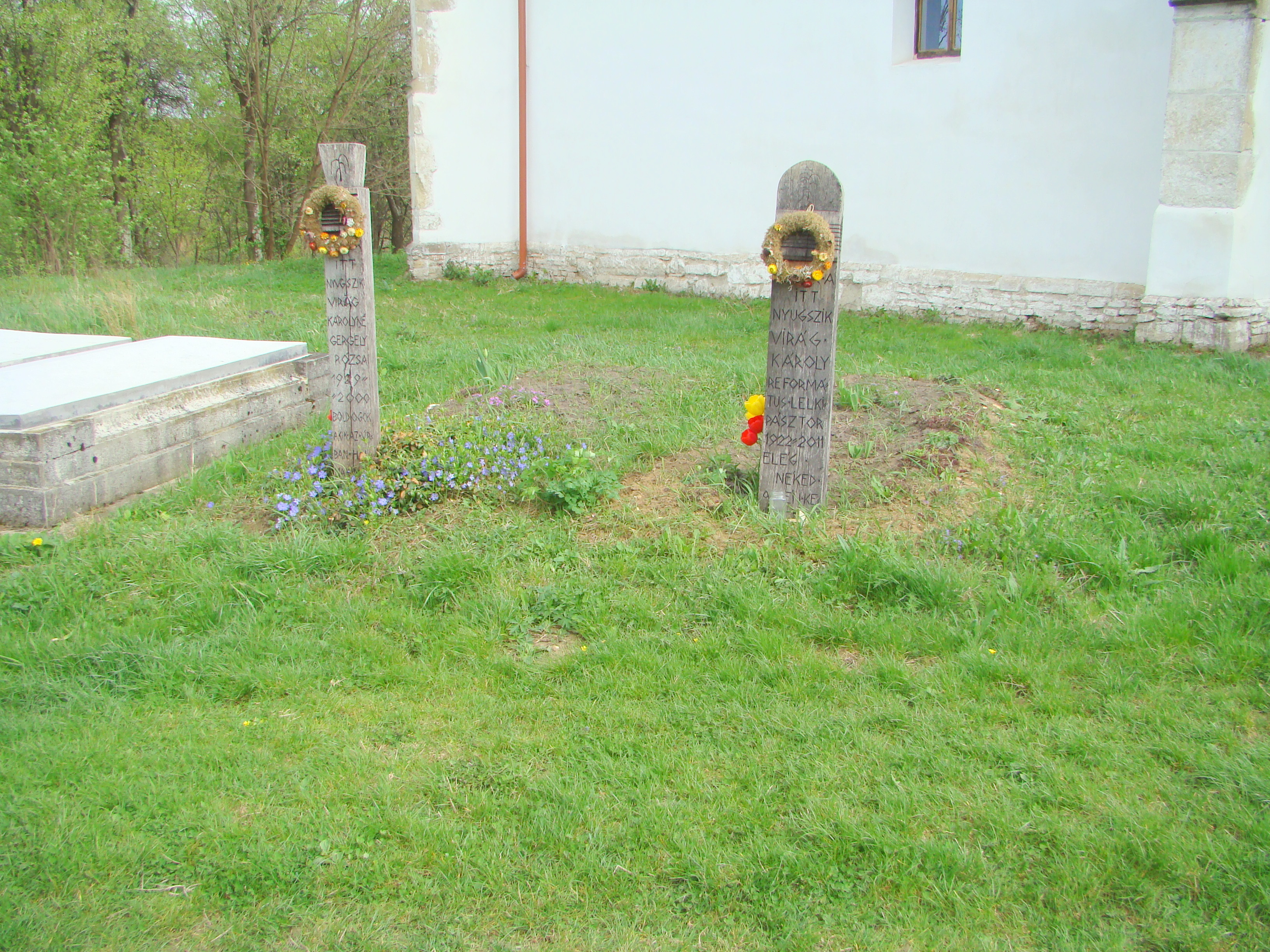
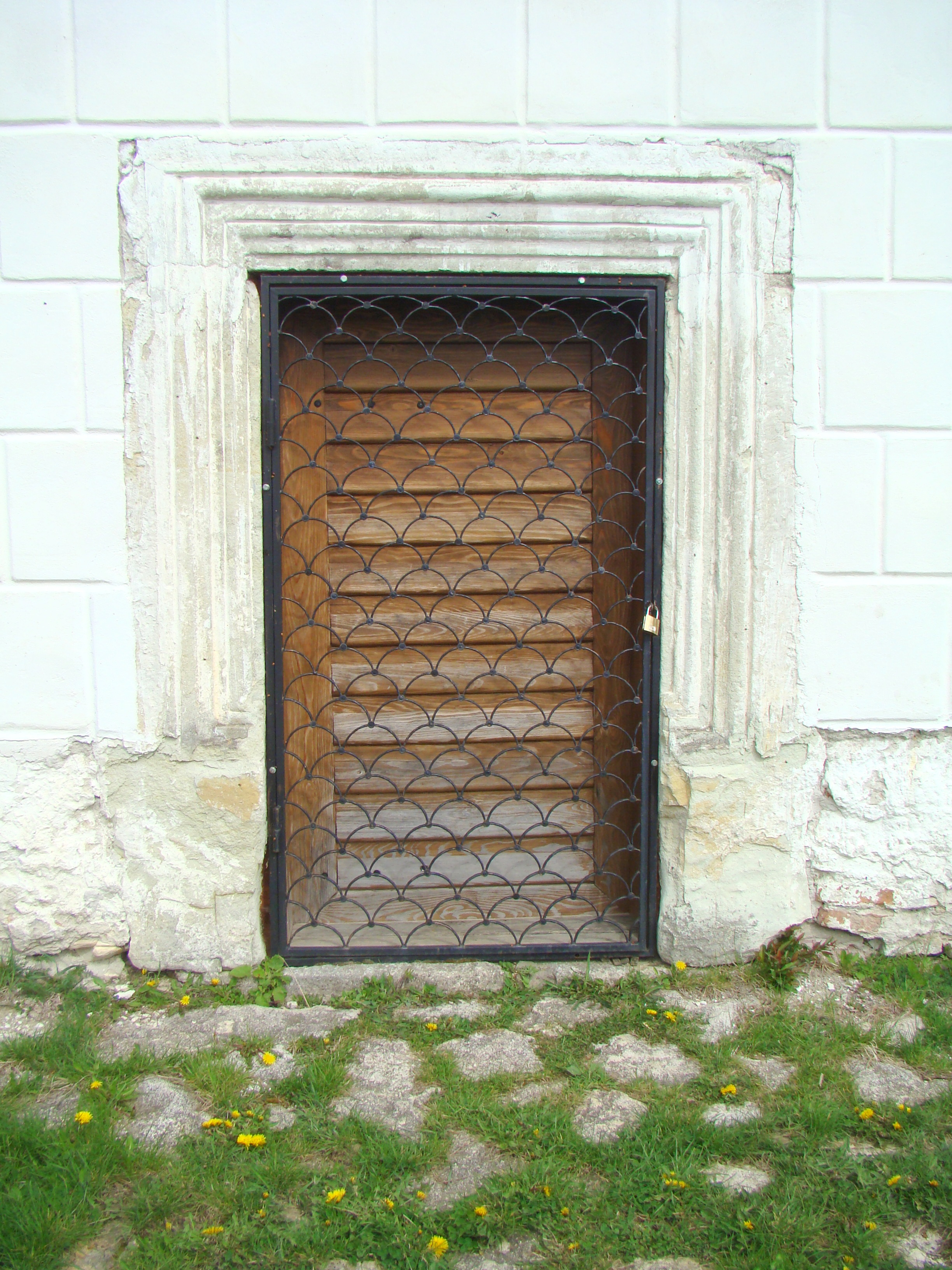
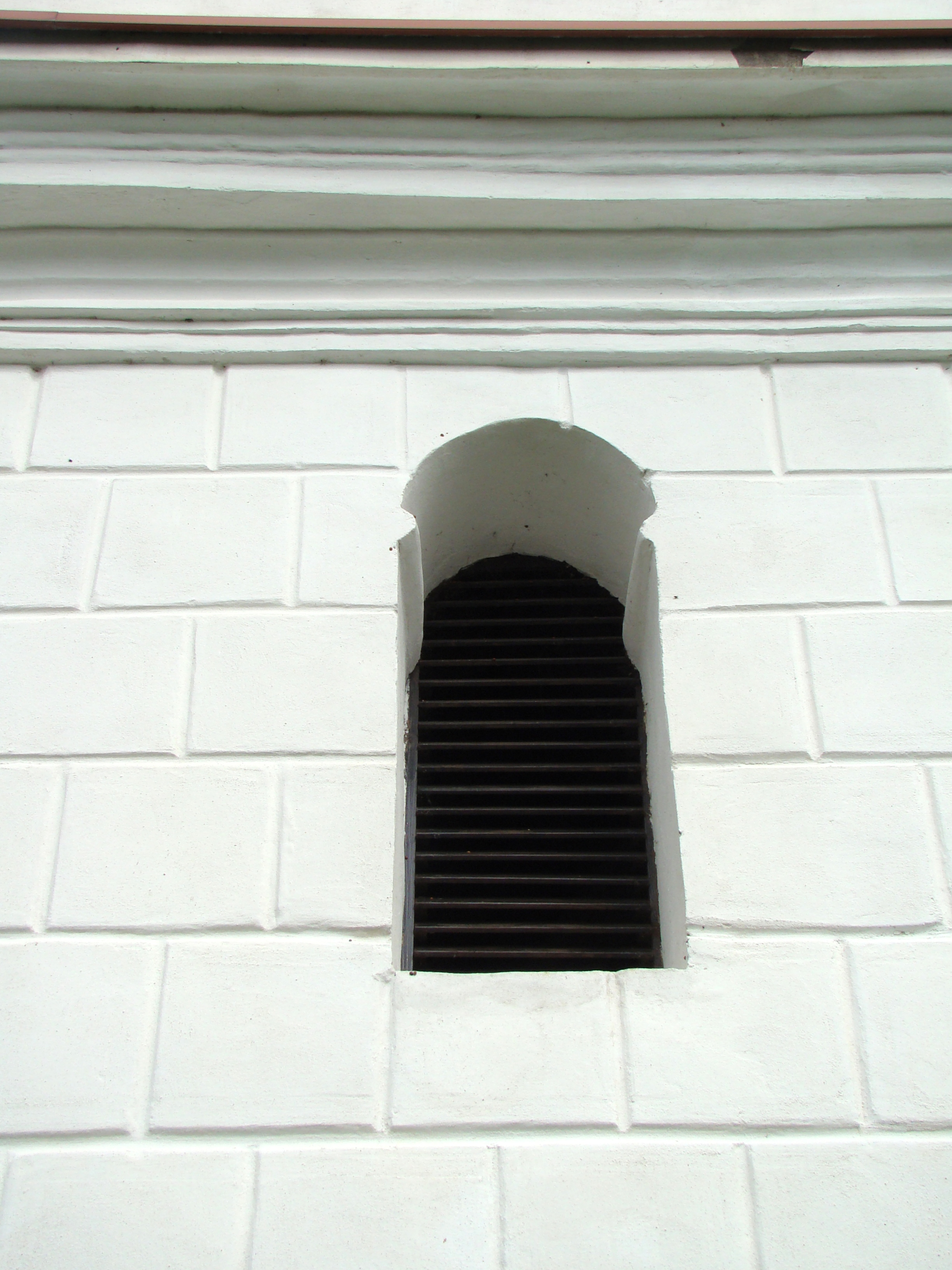
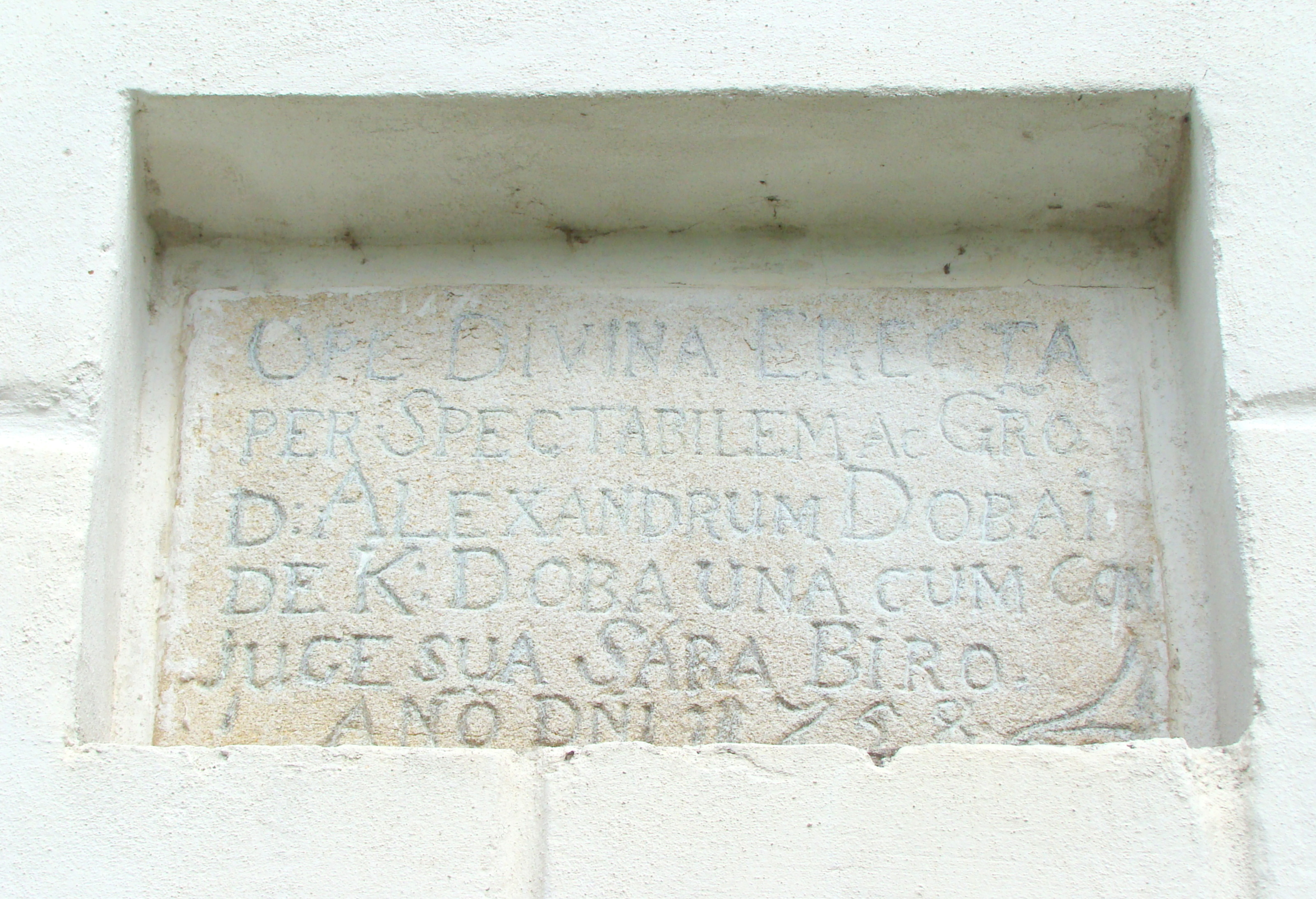
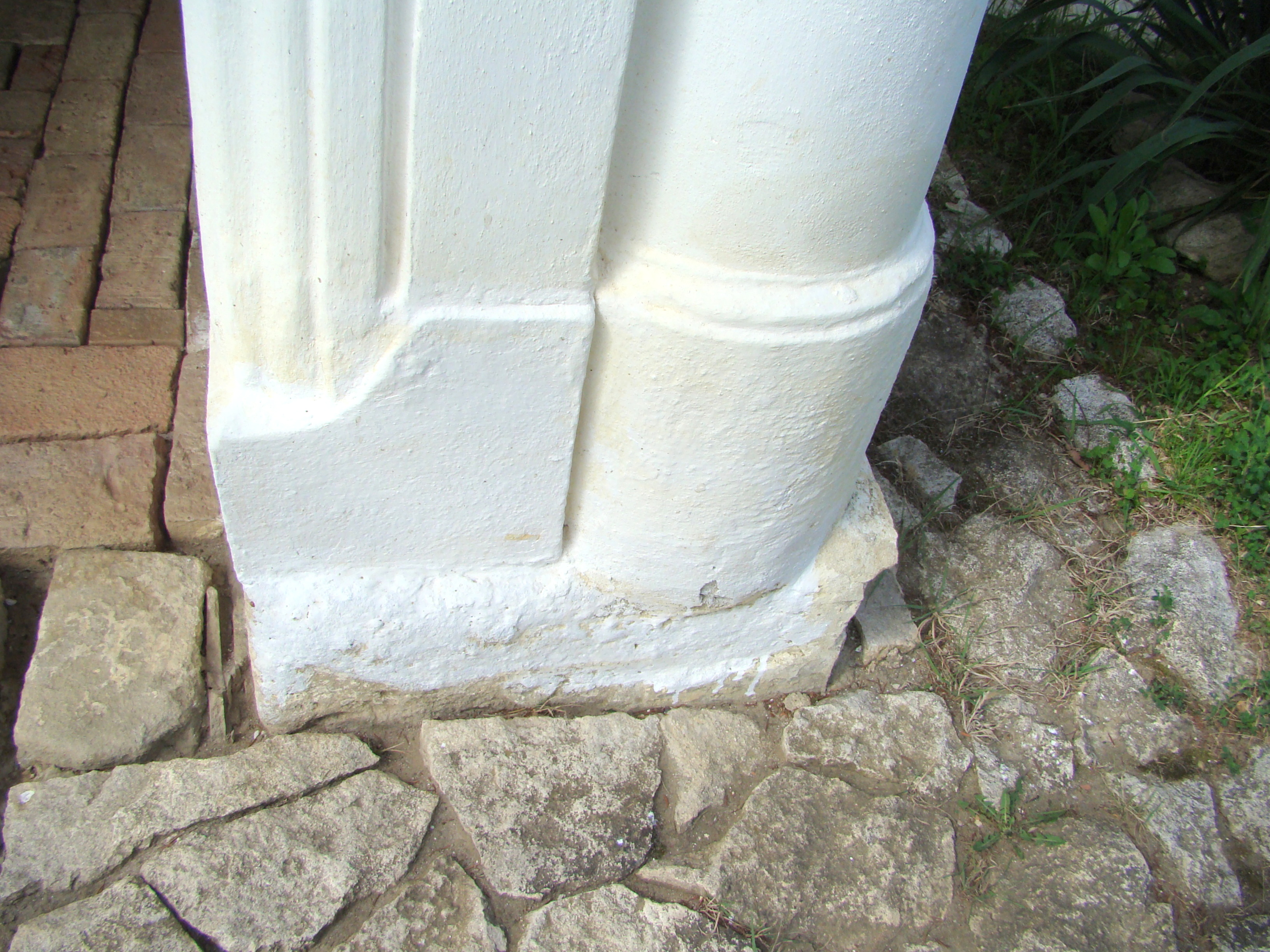
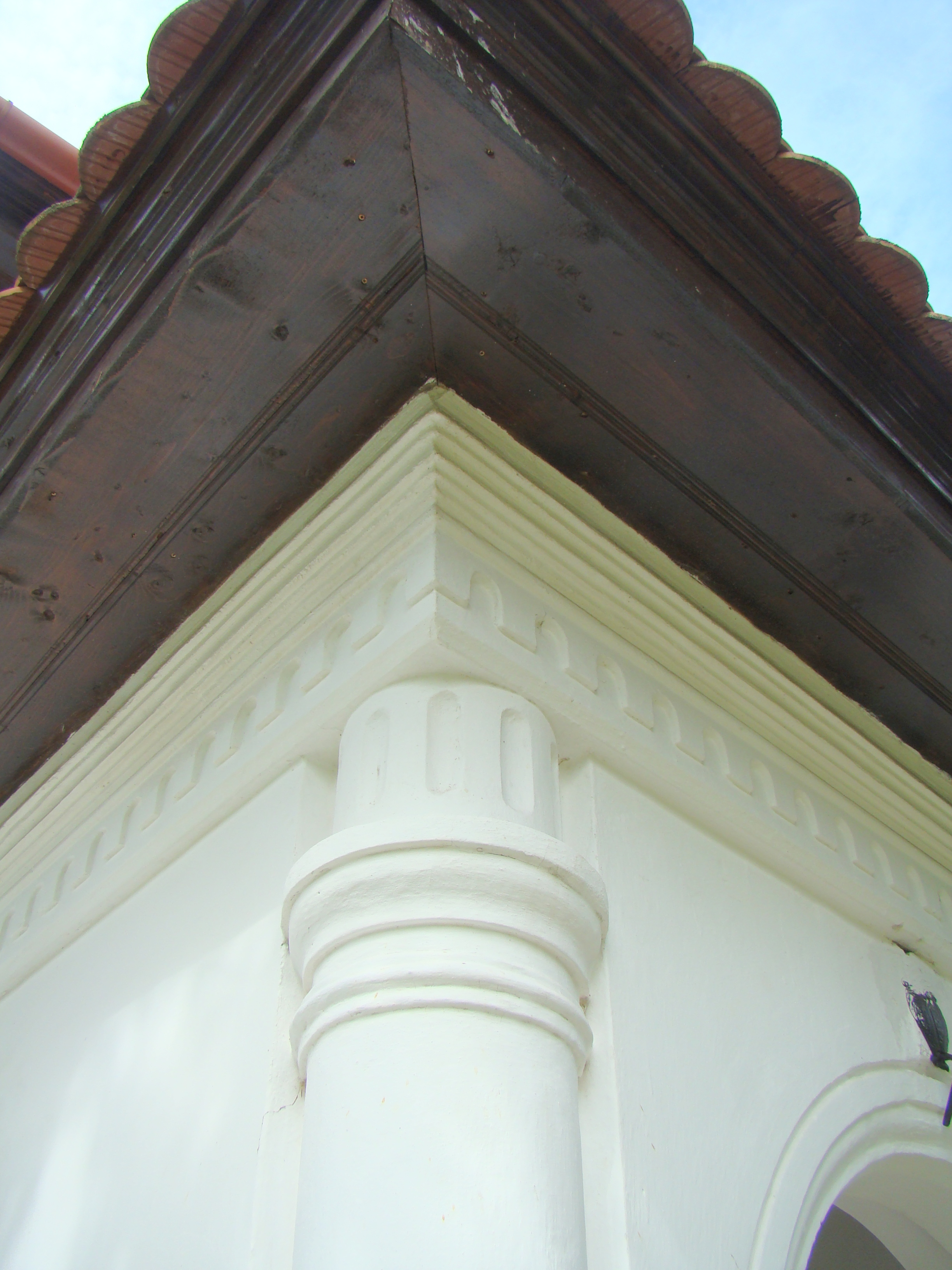
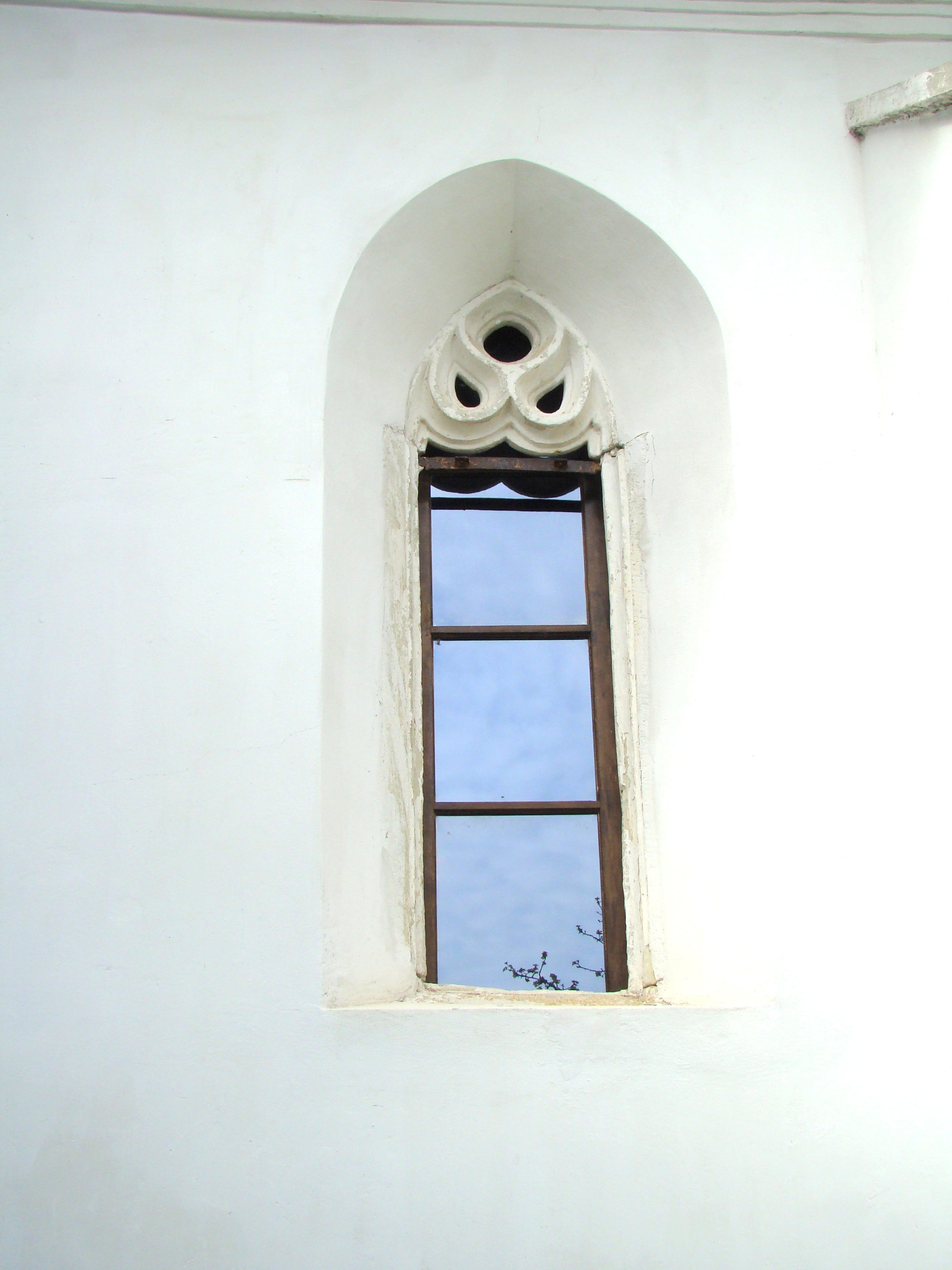
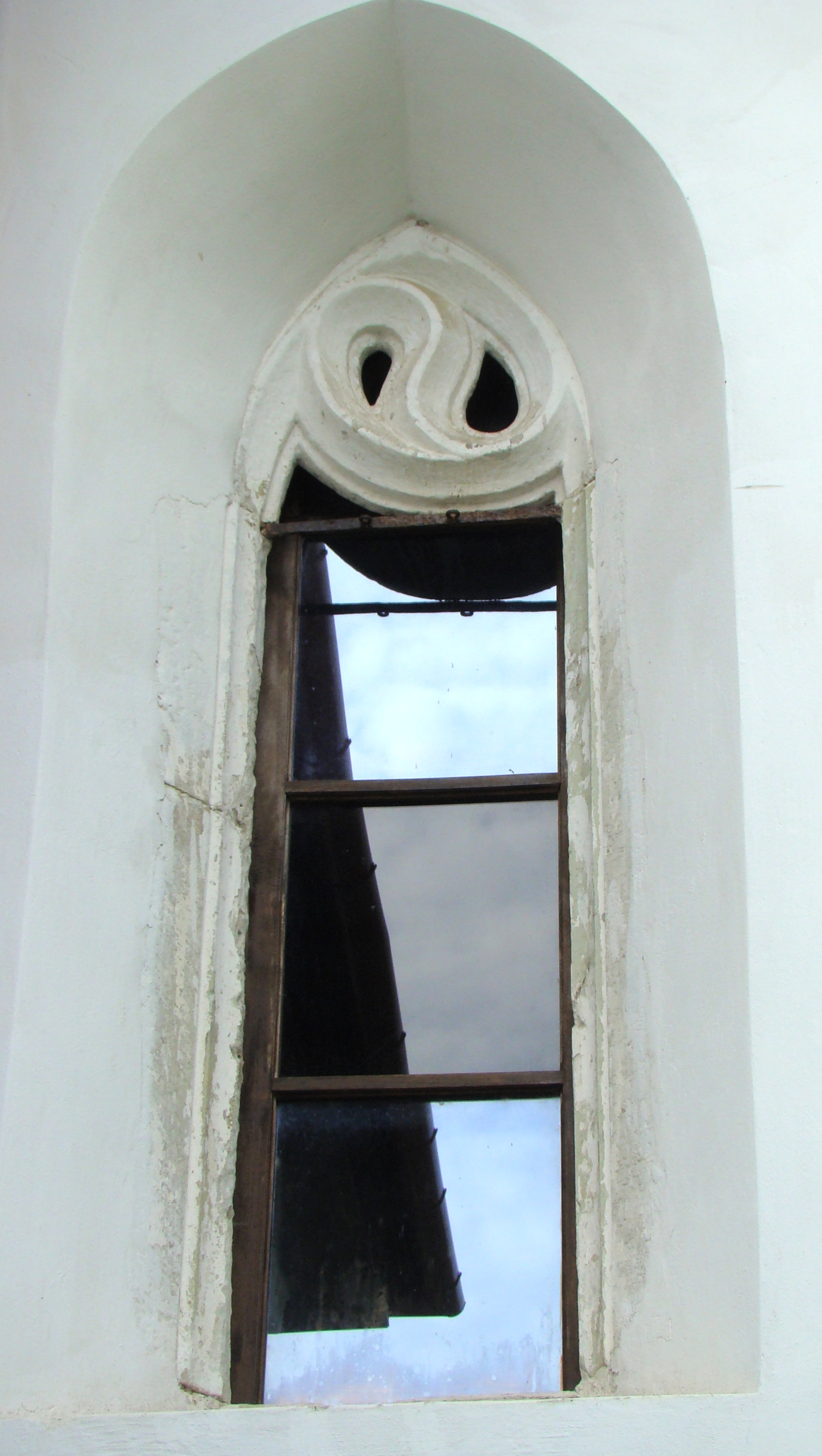
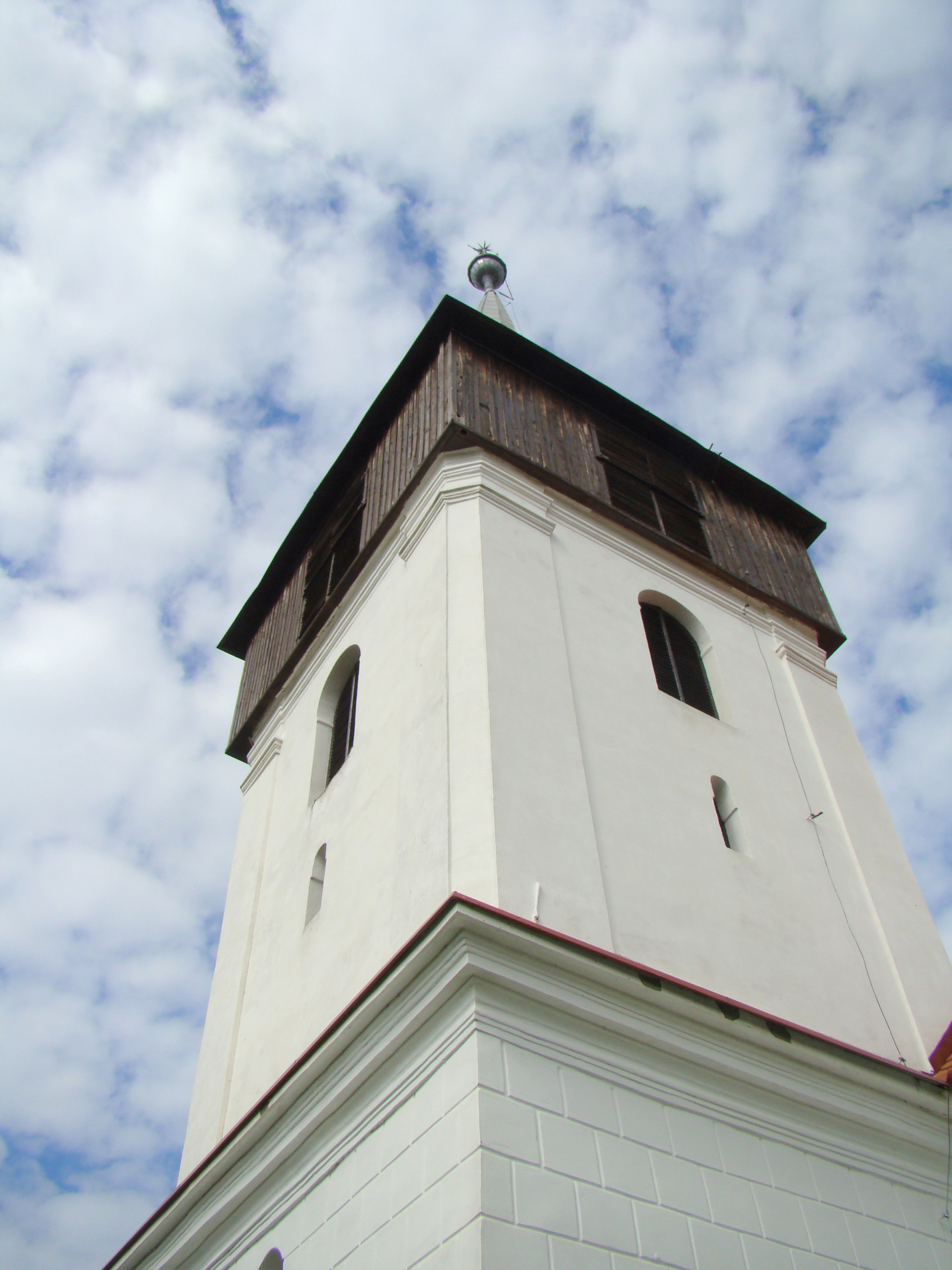
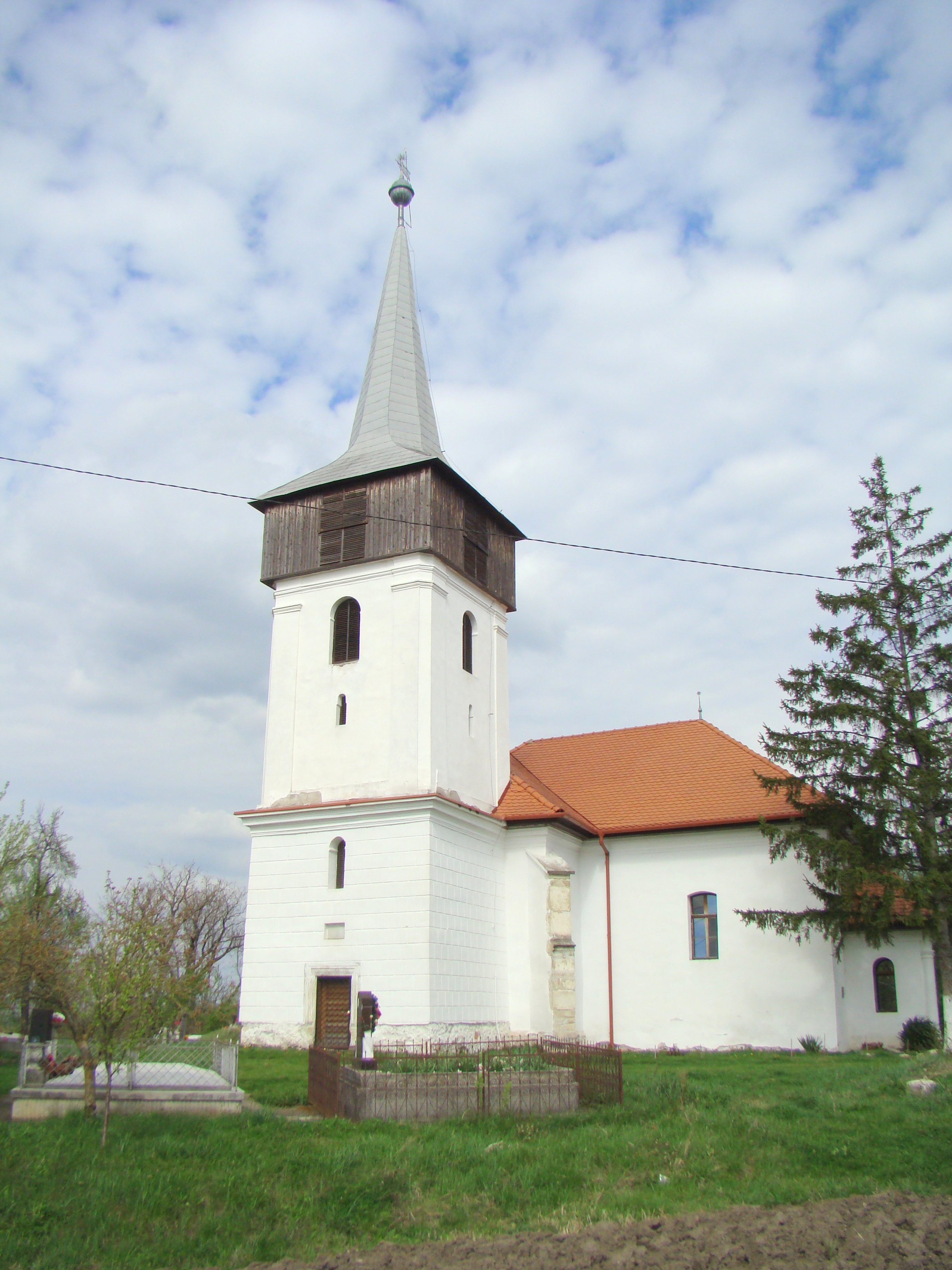
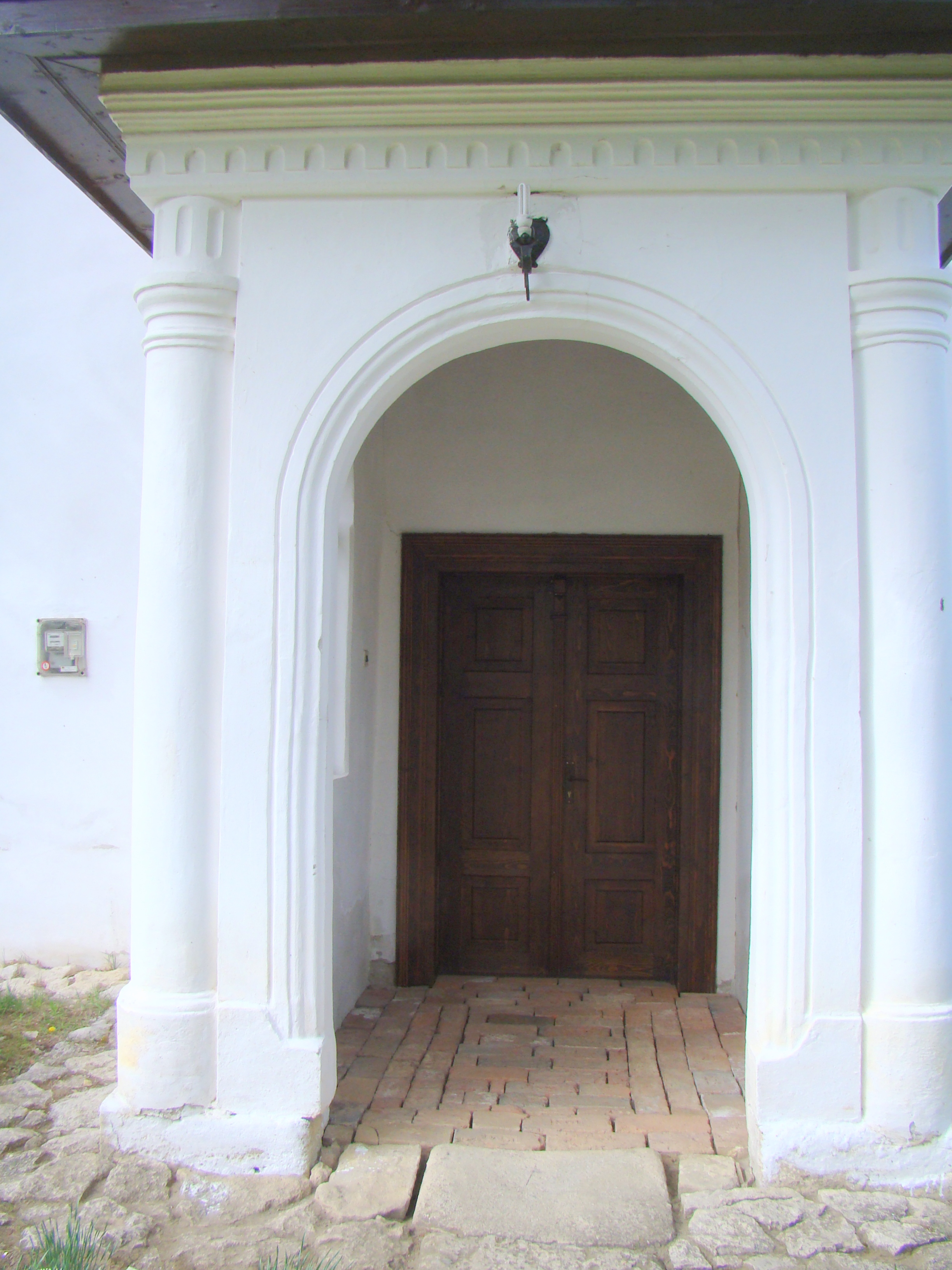
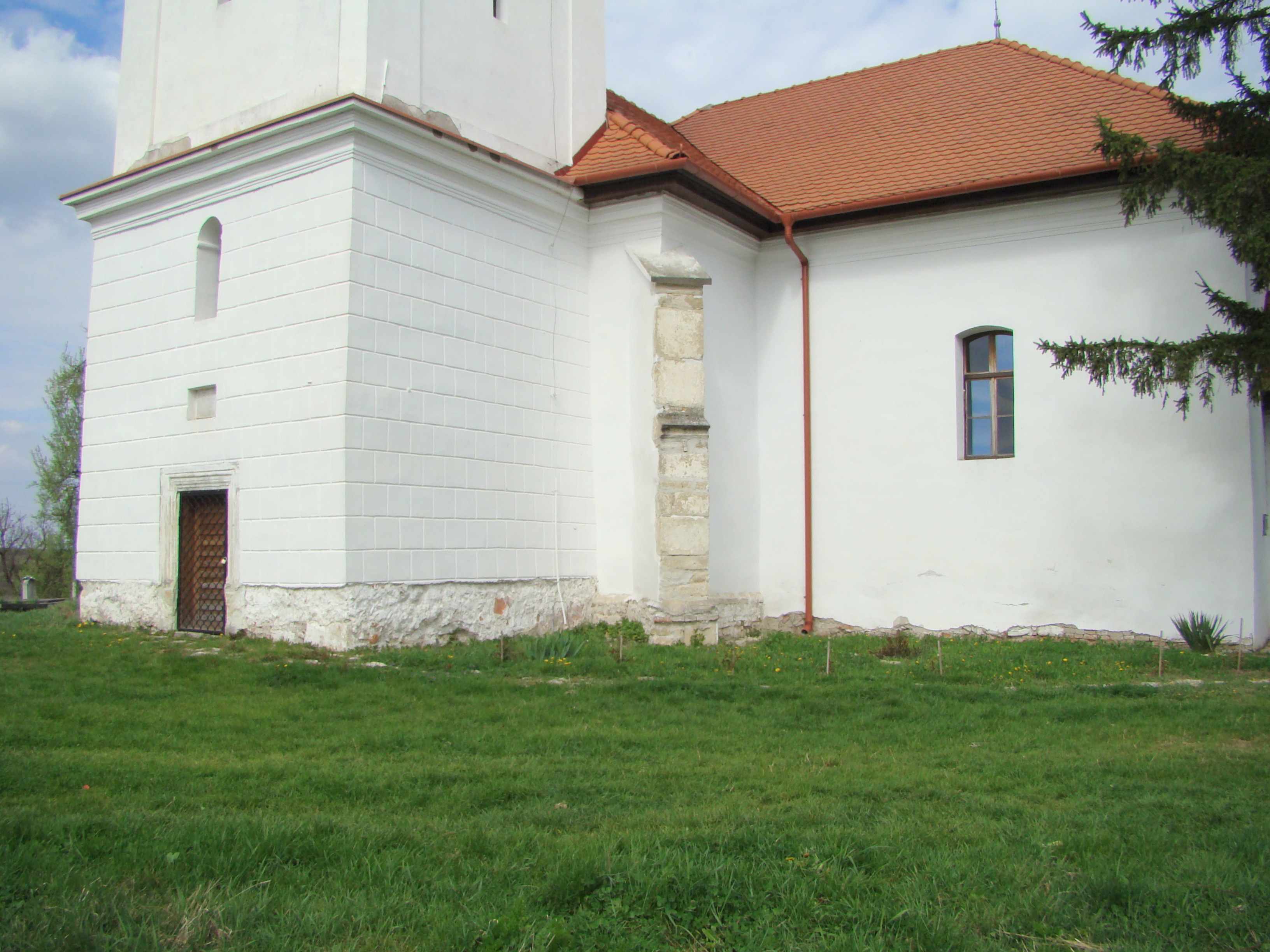
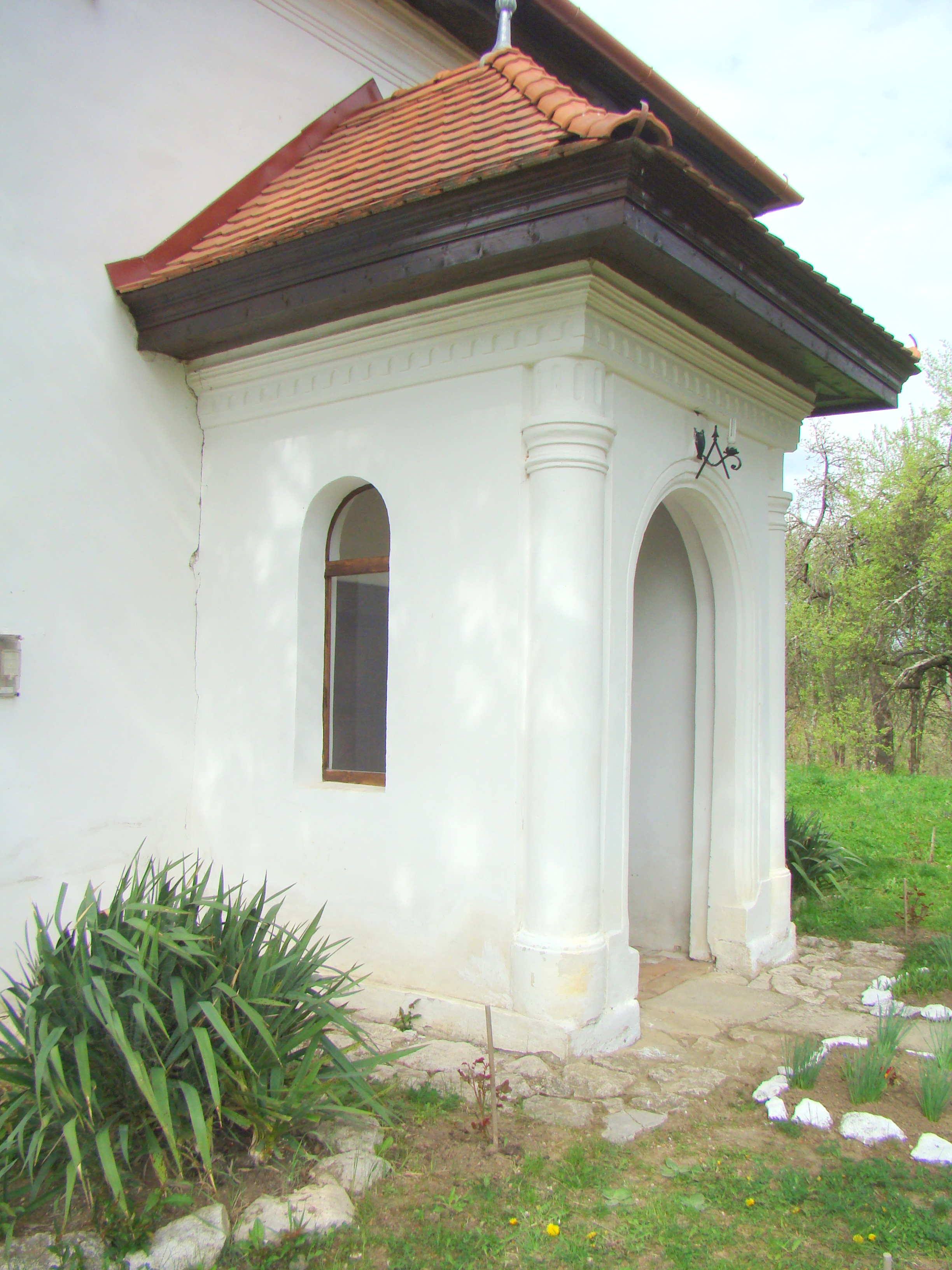
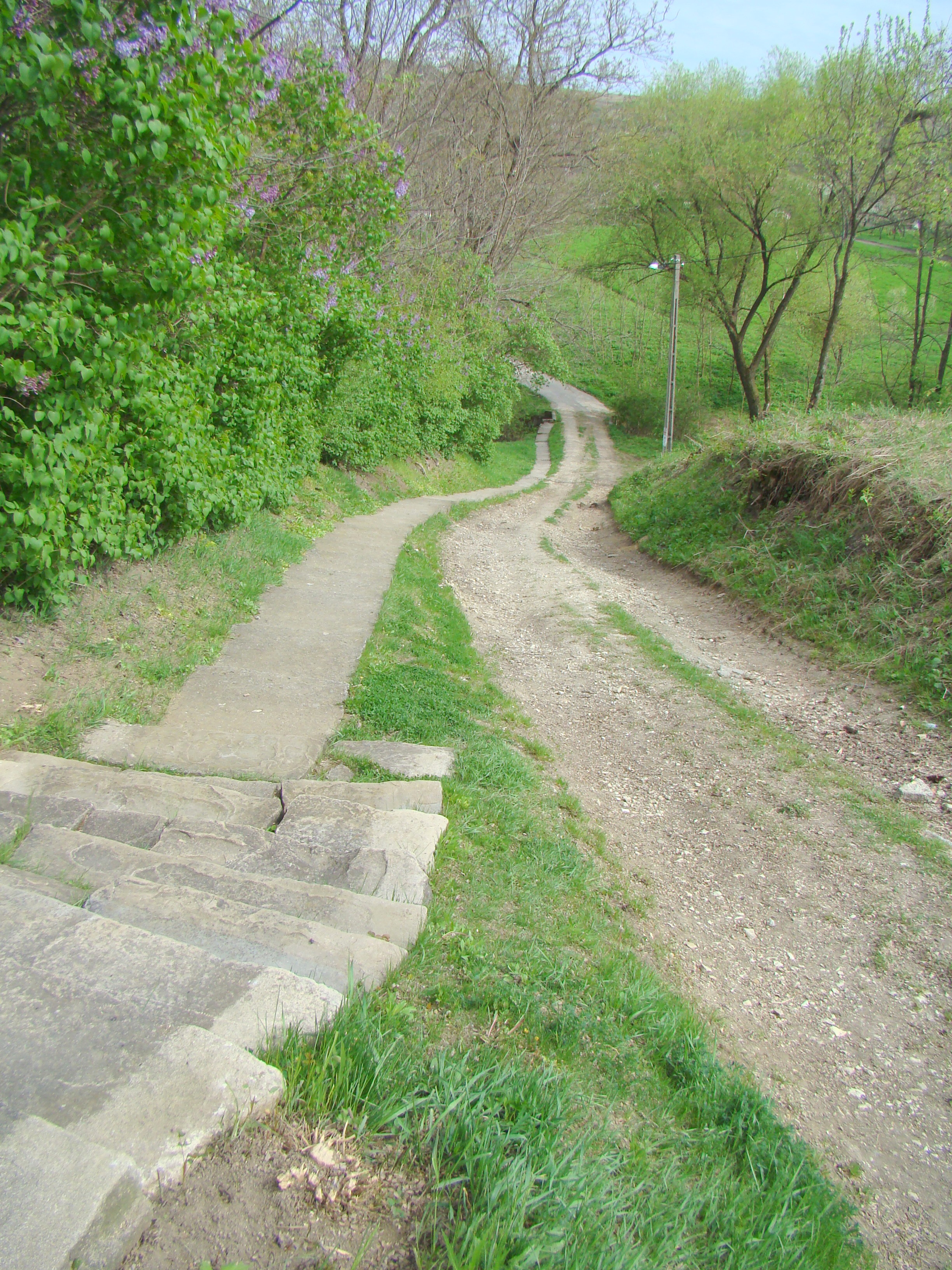
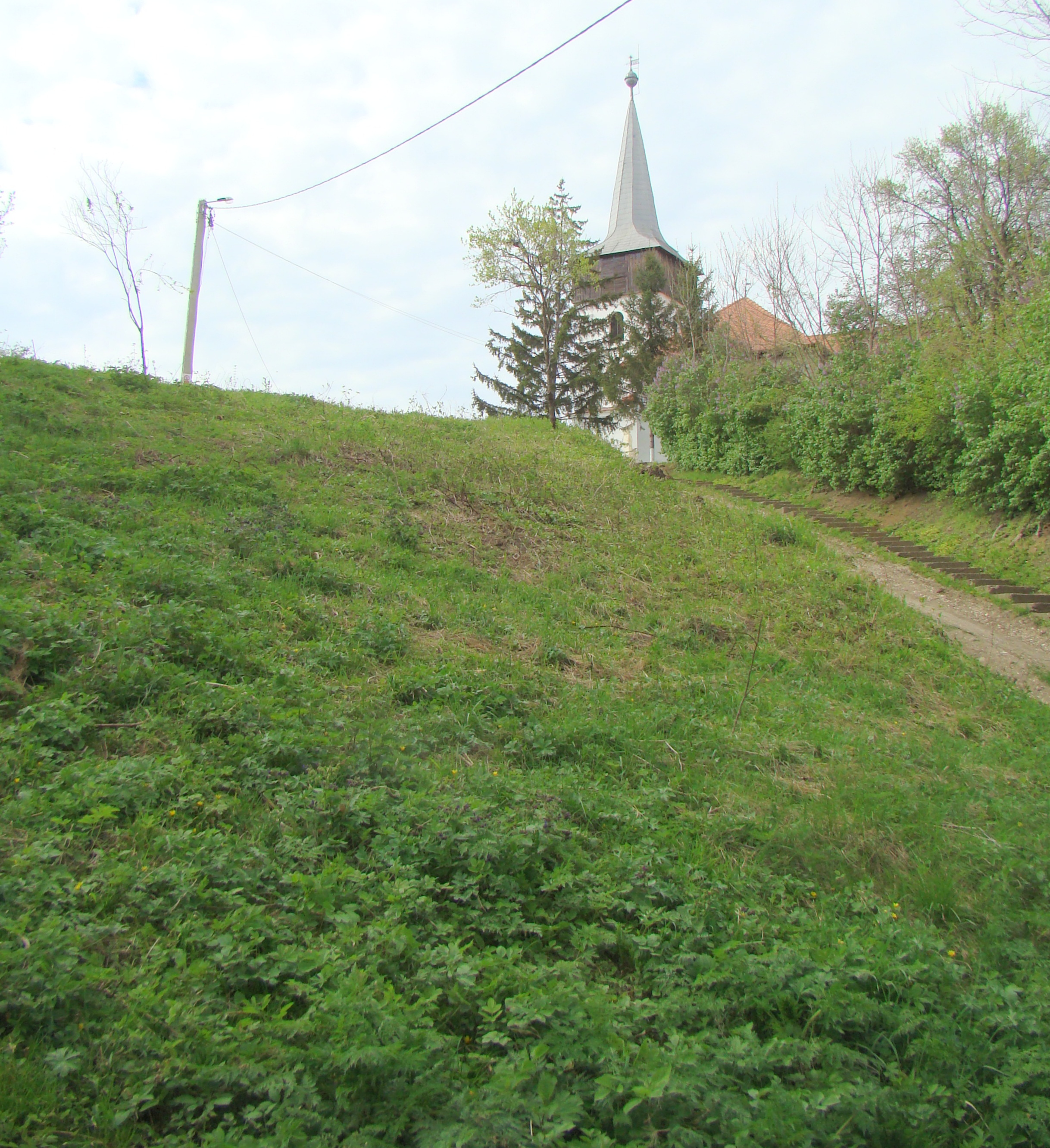

## Vezi și
- Cristur-Crișeni, Sălaj